# Adolf von Walther
Adolf Walther, seit 1872 von Walther (* 1826 in Olbernhau; † 24. Oktober 1883 in Wiesbaden) war ein sächsischer Generalmajor.

## Leben

### Karriere
Adolf Walther trat im Jahr 1841 in den Kadettenkorps der sächsischen Armee ein und wurde nach langjähriger Erziehung 1845 als Fähnrich einem Truppenteil überwiesen. Am 21. Dezember 1845 wurde er zum Leutnant beim 2. Reiter-Regiment ernannt und blieb die nächsten Jahre über im Regiment und wurde 1850 Assistent bei der Militär-Reit-Anstalt in Dresden. Nach Beförderung zum Oberleutnant im Jahre 1853 wurde er in das Garde-Reiter-Regiment versetzt. 1855 wurde er Adjutant der ersten Reiter-Brigade und blieb bis 1860 in dieser Position. Nach Beförderung zum Rittmeister im Jahr 1860 wurde er in das 1. Reiter-Regiment Kronprinz versetzt und 1863 als Schwadronschef der 1. Schwadron erneut in das Garde-Reiter-Regiment abkommandiert. In dieser Eigenschaft veröffentlichte er 1865 eine von ihm bearbeitete Anleitung zur Ausbildung des Mannes im Reiten und zur Abrichtung der Pferde als Reglement für die sächsische Reiterei und wurde dafür mit dem Ritterkreuz des Albrechtsordens ausgezeichnet. Am Krieg gegen Preußen nahm er mit seiner Schwadron teil und wurde nach der Niederlage des Königreich Sachsen und der Neuorganisierung des Militärs 1867 unter Beförderung zum Major als etatsmäßiger Stabsoffizier in das neuerrichtete Ulanen-Regiment „Kaiser Franz Josef von Österreich, König von Ungarn“ (1. Königlich Sächsisches) Nr. 17 versetzt. Er nahm innerhalb des Regiments am Krieg gegen Frankreich teil und wurde mit dem sächsischen Verdienstorden und dem Eisernen Kreuz ausgezeichnet. Nach Beförderung zum Oberstleutnant im Jahre 1871 wurde er am 9. Januar 1872 Regimentskommandeur des 3. Reiter-Regiments. In Belohnung seiner Verdienste für das Königreich Sachsen wurde er am 10. November 1872, anlässlich der goldenen Hochzeit des sächsischen Königs, von König Johann in den erblichen Adelsstand erhoben. Am 21. März 1874 avancierte er zum Oberst, wurde 1877 á la suite seines Regiments gestellt und darauf zum Brigadekommandeur der 2. Kavallerie-Brigade Nr. 24 ernannt. Er wurde anlässlich des Geburtstages des sächsischen Königs Albert am 23. April 1880 zum Generalmajor ernannt. Er verschied 1883 im aktiven Dienst und wurde unter großer Trauerfeier in Wiesbaden begraben.

### Familie
Er bekam im Juni 1877 eine Tochter.